# Єфімов Микола Юрійович
Микола Юрійович Єфімов (8 грудня 1957, м. Ульяновськ, РФ) — заступник командувача по роботі з особовим складом 1 АК (Донецьк, Україна) Центру територіальних військ Південного ВО ЗС РФ. Бере безпосередню участь у злочинній діяльності на тимчасово окупованих територіях сходу України з квітня 2016 р. До того був у розпорядженні начальника Головного управління по роботі з особовим складом ЗС РФ.
Головним завданням генерал-майора М.Єфімова на тимчасово окупованих територіях сходи України є формування та розвиток нової ідеологічної платформи не тільки для угрупування російських окупаційних військ, але і в інтересах т.зв. народних республік.
Кандидатура генерал-майора М.Єфімова рекомендована військово-політичному керівництву Росії для виконання “службово-бойових” завдань ідеологічного спрямування в Україні безпосередньо начальником Головного управління по роботі з особовим складом ЗС РФ генерал-майором Смисловим Михайлом В’ячеславовичем (Смыслов Михаил Вячеславович), з яким Єфімов підтримує дружні відносини ще з часів навчання у Свердловському вищому військово-політичному танково-артилерійському училищі.
Є автором статей з питань психологічної структури світогляду особистості, військової уніформології, навчально-методичних посібників для Військового університету МО РФ. Отримав нагороди від російського імператорського дому “Военный орден Святителя Николая Чудотворца” І ступеня, “Святой Анны” II ступеня, за політичними поглядами монархіст.

## Життєпис
Ленінградське суворовське військове училище (1975 р.);
Свердловське вище військово-політичне танково-артилерійське училище (1979 р.);
1979-1989 рр. –заступник командира мотострілецької роти, батальйону, заступник командира артилерійського полку у Прибалтійському, Туркестанському, Північнокавказькому військових округах та Групі радянських військ в Німеччині;
Гуманітарна академія ЗС РФ (1992 р.);
1992-1995 рр. – ад’юнктура у Військовому університеті МО РФ;
Ад’юнктура у Військовому університеті МО РФ (1995 р.);
1995-2008 рр. – старший офіцер, начальник відділу, начальник управління патріотичного виховання і зв’язків з громадськістю Головного управління виховної роботи ЗС РФ;
Російська академія державної служби при Президенті РФ (2002 р.).
у 2008 р. – звільнився з лав ЗС РФ.
2008-2014 рр. – на керівних посадах у Федеральній службі по нагляду за дотриманням законодавства в галузі охорони культурної спадщини та Департаменті культурної спадщини м. Москви.
У 2014 р. повернувся на військову службу за контрактом до збройних сил Росії.